# Präsidentschaftswahl in Russland 1991
Die Präsidentschaftswahl in Russland 1991 fand am 12. Juni 1991 statt. Sie gilt als die erste demokratische Präsidentschaftswahl in der Geschichte Russlands.
Da zu ihrem Zeitpunkt die Sowjetunion noch nicht aufgelöst war und Russland somit noch kein eigenständiger Staat war, wurde bei dieser Wahl, als einzige in der russischen Geschichte, der Präsident der Russischen SFSR bestimmt. Zudem war sie die erste und letzte Wahl, bei der gleichzeitig mit dem Präsidenten der Vizepräsident bestimmt wurde. Dieser Posten wurde zwei Jahre später mit dem Inkrafttreten der Verfassung der Russischen Föderation aufgelöst. Ebenfalls eine Besonderheit dieser Wahl gegenüber allen Nachfolgewahlen war die fünfjährige Amtsperiode des zu wählenden Präsidenten – in der Verfassung von 1993 wurde sie auf vier Jahre gekürzt (im Jahr 2008 jedoch wiederum auf sechs Jahre verlängert).
Seit 1994 ist der 12. Juni als Tag Russlands einer der Feiertage in Russland.

## Ergebnis
| Kandidat (Präsident)  | Kandidat (Präsident)  | Kandidat (Vizepräsident) | Kandidat (Vizepräsident) | Anzahl der Stimmen | % der Stimmen |
| --------------------- | --------------------- | ------------------------ | ------------------------ | ------------------ | ------------- |
| Boris Jelzin          | Boris Jelzin          | Alexander Ruzkoi         | Alexander Ruzkoi         | 45.552.041         | 57,30         |
| Nikolai Ryschkow      | Nikolai Ryschkow      | Boris Gromow             | Boris Gromow             | 13.359.335         | 16,85         |
| Wladimir Schirinowski | Wladimir Schirinowski | Andrei Sawidija          | Andrei Sawidija          | 6.211.007          | 7,81          |
| Aman Tulejew          | Aman Tulejew          | Wiktor Botscharow        | Wiktor Botscharow        | 5.417.464          | 6,81          |
| Albert Makaschow      | Albert Makaschow      | Alexei Sergejew          | Alexei Sergejew          | 2.969.511          | 3,74          |
| Wadim Bakatin         | Wadim Bakatin         | Ramasan Abdulatipow      | Ramasan Abdulatipow      | 2.719.757          | 3,42          |
| „Gegen alle“          | „Gegen alle“          |                          |                          | 1.525.410          | 1,92          |
|                       |                       |                          |                          | 79.507.282         | 100,00        |